# Lee Eastman
Lee Eastman, nato Leopold Vail Epstein (New York, 12 gennaio 1910 – New York, 30 luglio 1991), è stato un avvocato e collezionista d'arte statunitense, noto per essere stato il manager di Paul McCartney ed il padre di sua moglie Linda.
Eastman divenne il manager di Paul McCartney poco tempo dopo lo scioglimento dei Beatles, mentre il figlio John fu avvocato di McCartney durante la causa per lo scioglimento legale della band nel 1970. È il nonno materno di Heather McCartney, Mary McCartney, Stella McCartney e James McCartney. Eastman fu anche amico e avvocato di lunga data e collezionista delle opere del pittore espressionista astratto Willem de Kooning. La sorella di Eastman, la scienziata Rose Frisch, lavorò a questioni sulla fertilità femminile e studi sulla popolazione. La sua famiglia era ebrea.

## Lavoro con la Apple Corps
Quando la Apple Corps, la società dei Beatles, entrò in difficoltà finanziarie all'inizio del 1969, Lee Eastman ed Allen Klein vennero presi in considerazione per prendere temporaneamente le redini della società. John Lennon preferiva Klein, perché capiva i suoi testi e lo riteneva intelligente. Paul McCartney preferiva Eastman, però George Harrison e Ringo Starr supportarono Klein. Per un breve periodo, Allen Klein gestì la Apple Corps e le carriere personali di Lennon, Harrison e Starr, mentre Eastman era il consulente aziendale e manager di McCartney. La combinazione Klein/Eastman non funzionò e, dopo un incontro controverso, Eastman fu escluso. Successivi disaccordi sulle decisioni prese da Klein e dagli altri Beatles spinsero McCartney, rappresentato da Eastman, a fargli causa per sciogliere la partnership, e alla fine ci riuscì.
Allen Klein fece alcuni accordi di successo per i Beatles, e i membri della band guadagnarono più soldi durante il loro breve mandato con Klein di quanti ne avessero guadagnati durante gli anni in cui Brian Epstein era il loro manager. Anche Lennon, Harrison e Starr alla fine si allontanarono da Klein, e dopo una serie di cause e contro-cause, Klein lasciò la Apple Corps con un'acquisizione multimilionaria.

## Lavoro come manager di Paul McCartney
Eastman e suo figlio gestirono con successo la carriera solista di McCartney, rendendolo il più ricco degli ex Beatles. Nel 1984, McCartney citò un esempio di consiglio ricevuto da Eastman:
(Paul McCartney)
Gli investimenti di McCartney nell'editoria musicale fruttarono. Sempre nel 1984, il musicista stimò che metà dei suoi guadagni provenivano dalle registrazioni e metà dalla sua attività di editoria musicale.

## Vita privata
Lee Eastman ebbe quattro figli con la prima moglie Louise Lindner, figlia di un dirigente di grandi magazzini di Cleveland. Lindner morì nel 1962 a causa di un incidente aereo. In seguito, Eastman si risposò con Monique de Schless.
Eastman morì il 30 luglio 1991, all'età di 81 anni, nella città di New York, a causa di un ictus. Suo figlio John morì il 10 agosto 2022 per un cancro al pancreas, all'età di 83 anni.